# Alissa Yagi
Alissa Yagi (八木 アリサ Yagi Alissa?,  Sapporo, Hokkaidō, 31 de julio de 1995), también conocida como Arisa Yagi es una actriz y modelo japonesa, afiliada a la agencia Amuse, Inc.. De 2008 a 2012, fue modelo exclusiva para la revista de moda preadolescente Nicola. Desde 2012, modeló exclusivamente para la revista Vivi, y en 2014 hizo su debut como actriz en el papel de Megumi Kitagawa en la adaptación de acción real de Suki-tte ii na yo.

## Biografía
Yagi nació el 31 de julio de 1995 en la ciudad de Sapporo, Hokkaidō, siendo hija de padre francés y madre japonesa. Habla japonés, inglés, coreano y chino.

## Carrera
Yagi originalmente era parte de Actors Studio en Hokkaido y debutaría en el grupo de chicas Teardrops, pero abandonó el proyecto en octubre de 2006. Audicionó para el personaje de Lyra en el doblaje japonés de  la película La brújula dorada y se convirtió en finalista en la competencia, lo que la llevó a ser seleccionada por Nicola. Modeló exclusivamente para la revista a partir de la edición de febrero de 2008 y se graduó en 2012. Desde 2012, se convirtió en modelo exclusiva de la revista de moda Vivi.

## Publicaciones

### Photo books
| Año  | Título                        | Editora  | ISBN                   |
| ---- | ----------------------------- | -------- | ---------------------- |
| 2016 | Yagi Magazine (やぎマガジン?) | Kodansha | ISBN 978-4-06-220236-7 |

## Filmografía

### Videos musicales
| Año  | Título                          | Artista         | Notas |
| ---- | ------------------------------- | --------------- | ----- |
| 2008 | "Anata ga Koko ni Itara"        | Porno Graffitti | —     |
| 2015 | "Ohhh!!! Hanabi"                | Porno Graffitti | —     |
| 2015 | "Ashita wa Kitto Ii Hi ni Naru" | Rihwa           | —     |

### Televisión
| Año       | Título                                             | Roles           | Cadena   | Notas                                   |
| --------- | -------------------------------------------------- | --------------- | -------- | --------------------------------------- |
| 2009-2010 | Necktie Princess                                   | Ella misma      | TV Tokyo | Programa de variedades regular          |
| 2014      | We Got Married: Global Edition (segunda temporada) | Ella misma      | MBC TV   | Reality show; asociada con Key (Shinee) |
| 2018      | Love Love Alien 2                                  | Sumire Kitamura | Fuji TV  | —                                       |

### Películas
| Year | Title                             | Role            | Notes         |
| ---- | --------------------------------- | --------------- | ------------- |
| 2014 | Say I Love You.                   | Megumi Kitagawa | Rol debut     |
| 2018 | Zenigata                          | Sawako Sugiyama |               |
| 2019 | Hot Gimmick: Girl Meets Boy       |                 |               |
| 2019 | Come On, Kiss Me Again!           |                 | Rol principal |
| 2019 | Kiss Me at the Stroke of Midnight | Shu Uchida      |               |
| 2021 | The Sun Stands Still              | Nana            |               |
| 2021 | Hanataba mitaina Koi wo shita     |                 |               |